# Райнхард Май
Райнхард Май (нім. Reinhard Friedrich Michael Mey; нар. 21 грудня 1942, Берлін) — німецький музикант, співак, композитор, один з найпопулярніших бардів Німеччини. Псевдоніми: Frédérik Mey (у Франції), а також Alfons Yondraschek та Rainer May.

## Нарис біографії та творчості
Райнхард Май народився в берлінському районі Вільмерсдорф (нім: Bezirk Wilmersdorf); друга дитина у сім'ї; батьки: батько — адвокат Герхард Май, мати — вчителька Герта Май (до шлюбу Кох). Відвідував Французьку гімназію в Берліні, після чого навчався там на економіста в Технічному університеті, який не закінчив. Систематичної музичної освіти не здобув. У дитинстві брав уроки фортепіано, самостійно навчився грати на гітарі та трубі.
Крім Німеччини гастролював у Франції (під псевдонімом Frédérik Mey виконував свої пісні у перекладі французькою мовою), Нідерландах, Австрії, Швейцарії. Найпопулярніша пісня Р. Мая — «Над хмарами» («Über den Wolken»). Серед інших відомих пісень: «Добраніч, друзі» («Gute Nacht, Freunde»), «Як у колишні часи» («Wie vor Jahr und Tag»), «Аннабель», «Вбивця — завжди садівник» («Der Mörder ist immer der Gärtner»).

### Родина
Перший шлюб Мая Райнхарда тривав дев'ять років (1967—1976). Від другого шлюбу (1976) у Мая два сини — Фредерік (1976) і Максиміліан (1982—2014), і дочка — Вікторія-Луїза (1985).

## Дискографія
- Ich wollte wie Orpheus singen (1967)
- Frédérik Mey, Vol. 1 (1968)
- Ankomme Freitag, den 13. (1969)
- Aus meinem Tagebuch (1970)
- One Vote for Tomorrow (1970)
- Ich bin aus jenem Holze (1971)
- Mein achtel Lorbeerblatt (1972)
- Frédérik Mey, Vol. 2 (1972)
- Wie vor Jahr und Tag (1974)
- Frédérik Mey, Vol. 3 (1974)
- Ikarus (1975)
- Als de dag van toen (1975)
- Frédérik Mey, Vol. 4 (1976)
- Er zijn dagen… (1976)
- Menschenjunges (1977)
- Keine ruhige Minute (1979)
- Frédérik Mey, Vol. 5 (1979)
- Jahreszeiten (1980)
- Freundliche Gesichter (1981)
- Frédérik Mey, Vol. 6 (1982)
- Die Zwölfte (1983)
- Hergestellt in Berlin (1985)
- Alleingang (1986)
- Balladen (1988)
- Farben (1990)
- Alles geht (1992)
- Immer weiter (1994)
- Leuchtfeuer (1996)
- Flaschenpost (1998)
- Einhandsegler (2000)
- Rüm Hart (2002)
- Nanga Parbat (2004)
- Frédérik Mey, Vol. 7 — douce france (2005)
- Bunter Hund (2007)
- Mairegen (2010)
- Dann mach's gut (2013)

## Фільмографія
- Deutschland, deine Künstler — Reinhard Mey. Dzes von Dagmar Wittmers. Ausstrahlung 16. Липня 2008, ARD.